# Una storia d'amore
Una storia d'amore é um filme italiano de Mario Camerini, estreou em 1942.